# Astrud Gilberto

Astrud Gilberto, 1970.

Astrud Evangelina Weinert (Salvador, Bahía, Brasil, 29 de marzo de 1940-Filadelfia, Pensilvania, Estados Unidos, 5 de junio de 2023), conocida como Astrud Gilberto, fue una cantante de bossa nova, samba, jazz y pintora brasileña.
Su vinculación con el mundo de la música comenzó cuando se casó en 1959 con uno de los primeros guitarristas de bossa nova, João Gilberto. En 1963 estaba acompañando a su esposo en Nueva York mientras grababa con el pianista y compositor Antonio Carlos Jobim y con el saxofonista estadounidense Stan Getz un disco de fusión entre el jazz y la bossa nova. A instancias de su esposo (y no de Getz según otras versiones), cantó unas estrofas y gustó tanto su voz que, a pesar de no tener experiencia previa, grabó el disco Getz/Gilberto, aunque no figuró en los créditos del disco en la primera edición. Pocos años más tarde se divorció de João Gilberto, pero contrariamente al rumor de un amorío con Getz, fue por la relación del guitarrista con Miúcha, la hermana de Chico Buarque.
Su éxito cantando Garota de Ipanema la catapultó como una de las intérpretes más conocidas de una época de oro de la música brasileña a pesar de los intentos de Getz de atribuirse todos los méritos como había logrado con el sencillo de Desafinado de sus sesiones con Charlie Byrd. A partir de entonces emergió como nombre reconocible en todo el mundo y comenzó una larga carrera artística llegando a colaborar con Ennio Morricone, Chet Baker, George Michael, Toots Thielemans, Stanley Turrentine y James Last. Grabó en varios idiomas, entre ellos el español. Comenzó a escribir canciones en los años 70.
Fue también pintora y activista por los derechos de los animales. 
Recibió el premio "Latin Jazz USA Award for Lifetime Achievement" y fue inducida en 2002 al "International Latin Music Hall of Fame".

## Discografía

### Álbumes
- Stan Getz and Astrud Gilberto - Getz Au-Go-Go (Verve, 1964)
- The Astrud Gilberto Album (Verve, 1964)
- The Shadow of Your Smile (Verve, 1965)
- Look to the Rainbow (Verve, 1965)
- Beach Samba (Verve, 1966)
- A Certain Smile, A Certain Sadness con Walter Wanderley (Verve, 1967)
- Windy (Verve, 1968)
- September 17, 1969 (Verve, 1969)
- Gilberto Golden Japanese Album (Verve, 1969)
- I Haven't Got Anything Better to Do (Verve, 1970)
- Astrud Gilberto con Stanley Turrentine (CTI, 1971)
- Astrud Gilberto Now (Perception, 1972)
- That Girl From Ipanema (Audio Fidelity, 1977)
- Astrud Gilberto Plus James Last Orchestra (Polygram, 1987)
- Live in New York (Pony Canyon, 1996)
- Temperance (Pony Canyon, 1997)
- Jungle (Magya, 2002)
- The Diva Series (Verve, 2003)
- Astrud Gilberto (Rachelle Production, 2011)
- Astrud Gilberto the bossanova queen (producciones AR, 2012)
- Black Magic (STKM records, 2012)

### Bandas sonoras
- The Deadly Affair (Verve, 1965)

### Otros discos con Astrud Gilberto
- Stan Getz and João Gilberto - Getz/Gilberto (Verve, 1963)
- Shigeharu Mukai & Astrud Gilberto - So & So - Mukai Meets Gilberto (Denon, 1982)
- Michael Franks - Passionfruit (Warner Bros., 1983)
- Étienne Daho - Eden (Virgin, 1996)
- George Michael - Ladies And Gentleman - Best of George Michael (Sony, 1998)